# مرجاني (لون)

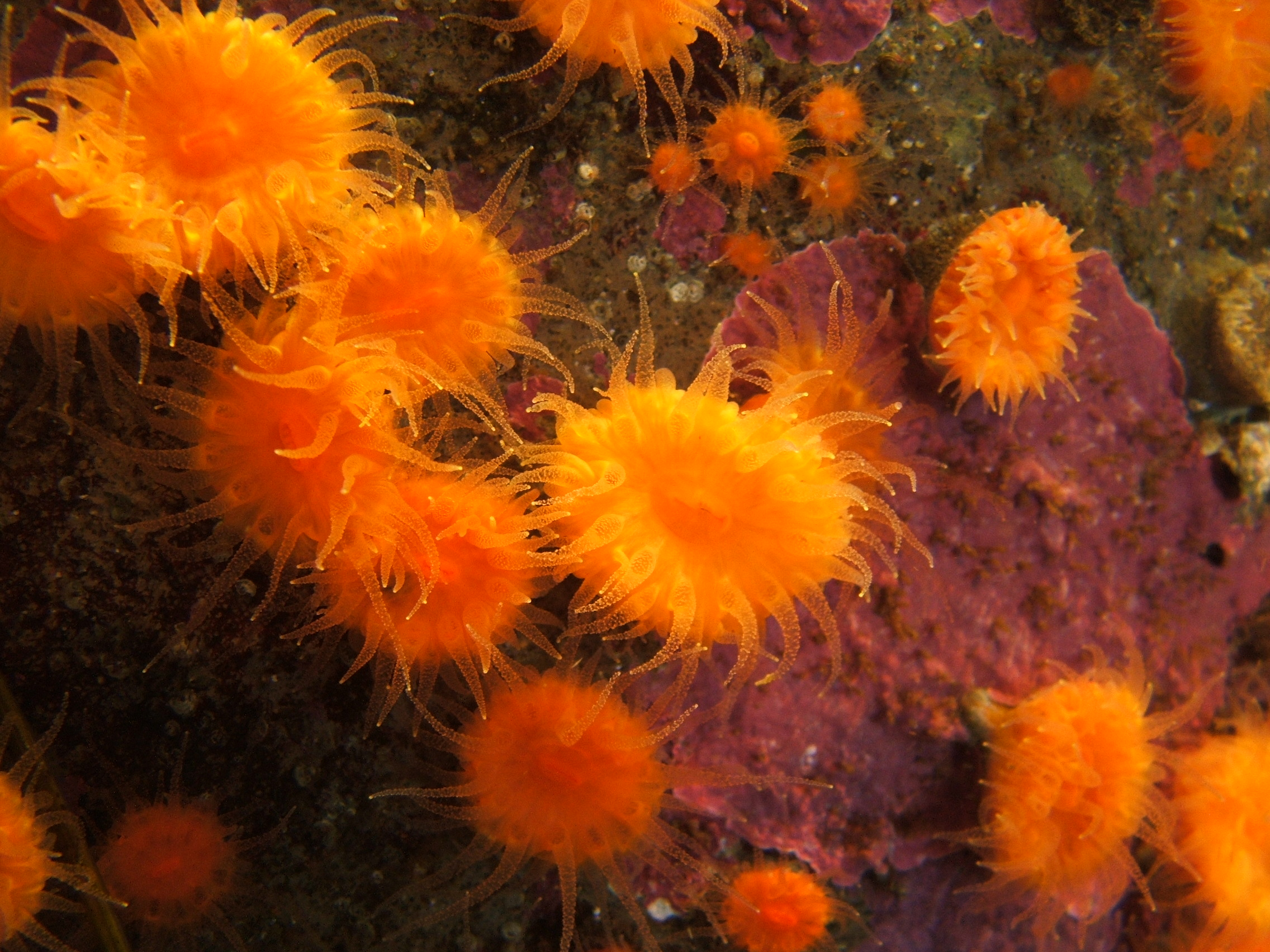

هو إحدى درجات اللون الأحمر ويسمى أيضا في عا الم الموضة باللون البرتقالي الناعم، اختير اللون المرجاني الحي من قبل شركة الألوان الأميركية بانتون لون العام 2019 .